# Lambert Verwijst
Lambert Verwijst (10 juli 1939 – 22 januari 2018) was een Nederlands voetballer die als verdediger speelde.

## Levensloop
Lambert Verwijst werd geboren in Tilburg op 10 juli 1939. Hij trouwde en had 2 kinderen. Lambert overleed op 22 januari 2018 op 78-jarige leeftijd. Op 1 februari werd een minuut stilte gehouden tijdens de bekerwedstrijd Willem II - Roda JC en speelden de spelers van Willem II met rouwbanden. 

## Carrière
Verwijst speelde tussen 1957 en 1964 voor Willem II. Verwijst maakte deel uit van het elftal dat op 23 juni 1963 de KNVB beker won door in de finale ADO Den Haag met 3-0 te verslaan. Op 12 september 1964 beëindigde hij zijn voetbalcarrière uit belang van zijn werk.

## Erelijst
- Willem II
  - KNVB beker: 1963